# Jacques Durand (éditeur)
Pour les articles homonymes, voir Jacques Durand et Durand.
Jacques Durand, pseudonyme de Marie-Jacques Massacrié-Durand, né à Paris le 22 février 1865 et mort à Avon le 22 août 1928, est un éditeur de musique et un compositeur français sous son nom et parfois sous le pseudonyme de J. Samm.

## Biographie
Jacques Durand fut condisciple de Paul Dukas et Claude Debussy au Conservatoire de Paris où il obtint pour toute récompense un 2e accessit d'harmonie en 1884.
Jacques Durand fut d'abord associé de son père Auguste Durand en 1886 à la direction des éditions de musique Durand-Schönewerk & Cie, 4, place de la Madeleine.
Le 19 novembre 1891, la maison changea de raison sociale : Éditions A. Durand & Fils.
En 1909, après la mort de son père, il prit la direction de la maison d'édition. Le 23 novembre 1909, la maison changea de raison sociale : Éditions Durand & Cie. Désormais, Jacques Durand était associé avec son cousin Gaston Choisnel (1857-1921) puis, à compter d'avril 1921, avec un autre cousin, René Dommange.
Parmi les principaux compositeurs édités sous la direction de Jacques Durand figurent de nombreux compositeurs contemporains tels que Louis Aubert, André Caplet, Claude Debussy, Paul Dukas, Gabriel Fauré, Jacques Ibert, Vincent d'Indy, Darius Milhaud, Maurice Ravel, Albert Roussel, Camille Saint-Saëns, Florent Schmitt, etc.
En 1914, sous sa direction, les Éditions Durand lancèrent l'importante collection Édition classique Durand & Fils, avec la révision d’œuvres du XIXe confiée à des compositeurs renommés : sonates pour piano et sonates pour violon et piano de Beethoven révisées par Paul Dukas, œuvres de piano de Frédéric Chopin révisées par Claude Debussy, sonates pour violon de Haydn révisées par Florent Schmitt, œuvres de piano de Felix Mendelssohn révisées par Maurice Ravel, musique de chambre de Felix Mendelssohn révisée par Albert Roussel, œuvres pour piano de Robert Schumann révisées par Gabriel Fauré.
Toujours sous sa direction, les Éditions Durand éditèrent également, sous le titre Littérature musicale, une collection de monographies sur des compositeurs (Louis Aubert par Louis Vuillemin, Claude Debussy par Daniel Chennevière, Paul Dukas par Gustave Samazeuilh, Gabriel Fauré par Louis Vuillemin, Vincent d'Indy par Louis Borgex, Maurice Ravel par Roland-Manuel, Roger-Ducasse par Laurent Ceillier, Albert Roussel par Louis Vuillemin, Camille Saint-Saëns par Jean Bonnerot, etc.) ou sur des œuvres concrètes (par exemple Ascanio, Fervaal ou Tannhaüser).
Jacques Durand prit également l'initiative d'organiser des concerts de musique de chambre, et parfois même de musique d'orchestre, les fameux Par ailleurs, sous la direction de Jacques Durand, les Éditions Durand organisèrent à diverses reprises des concerts de musique de chambre, et parfois même de musique d'orchestre, les fameux "Concerts Durand", pour promouvoir les auteurs au catalogue de sa maison d'édition : en 1910, 1911, 1912 et 1913 et, plus tard, en 1927.
En 1924, Jacques Durand fit un important don de manuscrits musicaux de Claude Debussy à la bibliothèque du Conservatoire de Paris.
Jacques Durand fut aussi un mécène pour les musiciens : en 1927, il fit un don de 100.000 francs à l'Académie des beaux-arts en vue d'instituer un prix de composition musicale biannuel à une œuvre de musique symphonique ou de musique de chambre. Son décès prématuré en 1928 l'empêcha de voir la concrétisation de ce don.
Jacques Durand était le propriétaire du manoir de Bel Ébat à Avon (Seine-et-Marne), ancien relais de chasse d'Henri IV, non loin de Fontainebleau.
En 1889, il s'est marié avec Augustine Marcotte, fille de sa mère d'adoption. Ils n'eurent pas de descendance.
Le 22 août 1928, Jacques Durand est mort d'une congestion cérébrale à 63 ans. Prévenu par sa veuve, Maurice Ravel, alors en pleine orchestration du Bolero, vint de Montfort-l'Amaury dès le lendemain à Avon, et il revint pour les obsèques célébrées dans l'intimité : « Oui, j'ai été à Avon jeudi de l'autre semaine, un télégramme de Mme Durand m'ayant appris que le pauvre Jacques avait été emporté en quelques heures par une congestion cérébrale. J'y suis retourné samedi pour l'enterrement, très simple, pas d'église. Peu de monde : rien que les parents et des amis. Tellement plus émouvant que la grande cérémonie à Paris que l'on aurait pu craindre ». La presse confirme le témoignage de Maurice Ravel : « Les obsèques de M. Jacques Durand, l'éditeur de musique bien connu, ont été célébrées dans la plus stricte intimité le 26 courant à Avon (Seine-et-Marne). Il n'a pas été envoyé de faire-part ».

## Ouvrages
- Éléments d'harmonie à l'usage de débutants : suivis d'exemples explicatifs tirés d'œuvres anciennes et modernes, Paris, Durand, 1919, 39 p. (BNF 42970531)
- Cours professionnel à l'usage des employés du commerce de musique. I : Édition musicale historique et technique. II : Abrégé de l'histoire de la musique, Paris, Durand, 1923, 32 p. (BNF 32061911)
- Quelques souvenirs d’un éditeur de musique, Paris, Durand, 1924, 136 p. (BNF 36036758) Premier tome des souvenirs du directeur des éditions Durand de 1909 à 1928
- Quelques souvenirs d’un éditeur de musique : 2e série (1910-1924), Paris, Durand, 1926, 191 p. (BNF 36036759) Deuxième tome des souvenirs du directeur des éditions Durand de 1909 à 1928
- Lettres de Claude Debussy à son éditeur, Paris, Durand, 1927, 191 p. (BNF 32061914)

## Distinctions
- 1900 :  Chevalier de la Légion d'honneur[12]
- 1913 :  Officier de la Légion d'honneur[13]
- 1924 : Médaille d'argent du Ministère du Travail « pour services rendus à la mutualité »[14]

## Lauréats du Prix Jacques Durand de l'Académie des Beaux-Arts
- 1930 : Maurice Le Boucher et Robert Dussaut[15]
- 1932 : Louis Aubert et Gustave Samazeuilh[16]
- 1934 : Guy Ropartz et Ermend-Bonnal[17]
- 1936 : Dominique-Charles Planchet[18]
- 1938 : Claude Delvincourt[19]
- 1940 : Pierre Kunc[20]
- 1942 : Gabriel Grovlez[21]
- 1946 : Paul Le Flem[22]
- 1948 : Simone Plé-Caussade[23]